# Greix de la cua

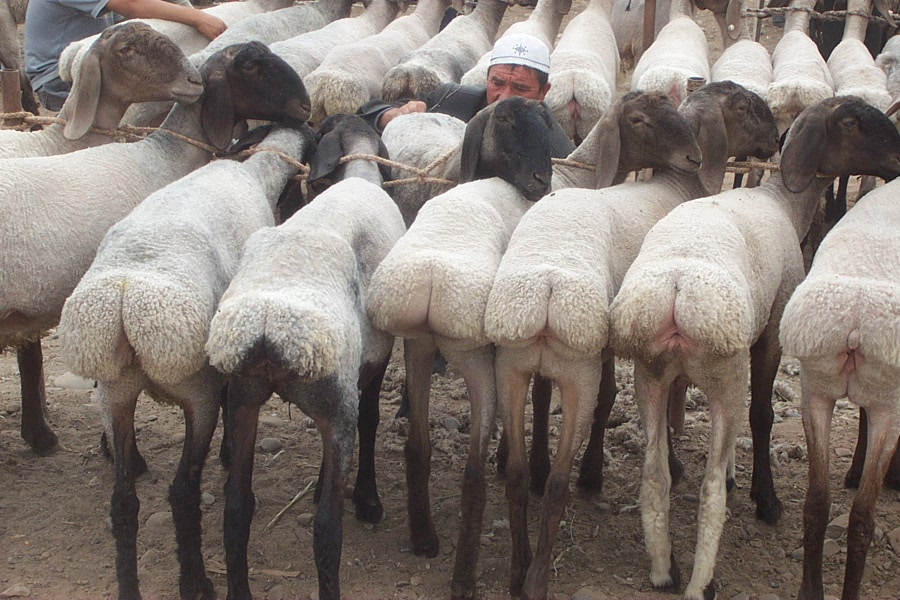
Ovelles de cua grossa

El greix de la cua és el greix d’algunes races d'ovelles, especialment de les ovelles de cua grossa. És greix acumulat en dipòsits amples a les parts posteriors d’una ovella a banda i banda de la cua i a les primeres 3 a 5 vèrtebres de la cua. El pes d’aquesta part de l’anatomia d’una ovella pot arribar a ser de fins a 30 kg (66 lb). Aquestes parts posteriors s'utilitzen per acumular greix per al seu ús posterior durant les temporades seques, de manera similar a les gepes d'un camell.
Es coneix amb el nom de kurdyuk en rus i en llengües asiàtiques centrals, del proto-turc * kudruk 'tail'.
El greix de la cua es coneix en àrab com لية, (leeyeh, leyyah o layeh), zaaka a Algèria, kuyruk yağı 'greix de la cua' en turc i دنبه [ donbe o dombe] a l'Iran, אַלְיָה (Alya) en hebreu, paraules que es poden trobar en textos antics, així com en la cultura alimentària local i en els noms de les races d'ovelles.
El greix de la cua no es solidifica a temperatura ambient i s'utilitza a la cuina. Es pot utilitzar com a aperitiu tant cruixit que queda després de fer como fregir el kurdyuk. Quan es fa l'extracció del greix, el kurdyuk emet una forta olor, descrita com a "verinosa". Tanmateix, té un sabor ric quan es pot menjar. En particular, s'utilitza per cuinar kofta, pilav i altres plats tradicionals.